# Mas Rotllan
Mas Rotllan és una obra del municipi de Campdevànol (Ripollès) inclosa en l'Inventari del Patrimoni Arquitectònic de Catalunya.

## Descripció
Es troba entre les colònies de l'Herand i Pernau i al costat del baixador entre la via del tren i el riu Freser, i és una mostra característica de l'arquitectura rural catalana. Té un interès particular per l'afegit de la galeria, probablement de finals del segle xviii, que tot i sobreposar-se a la façana principal manté l'estructura clàssica de mas amb coberta a dues aigües